# Yoshihide Otomo

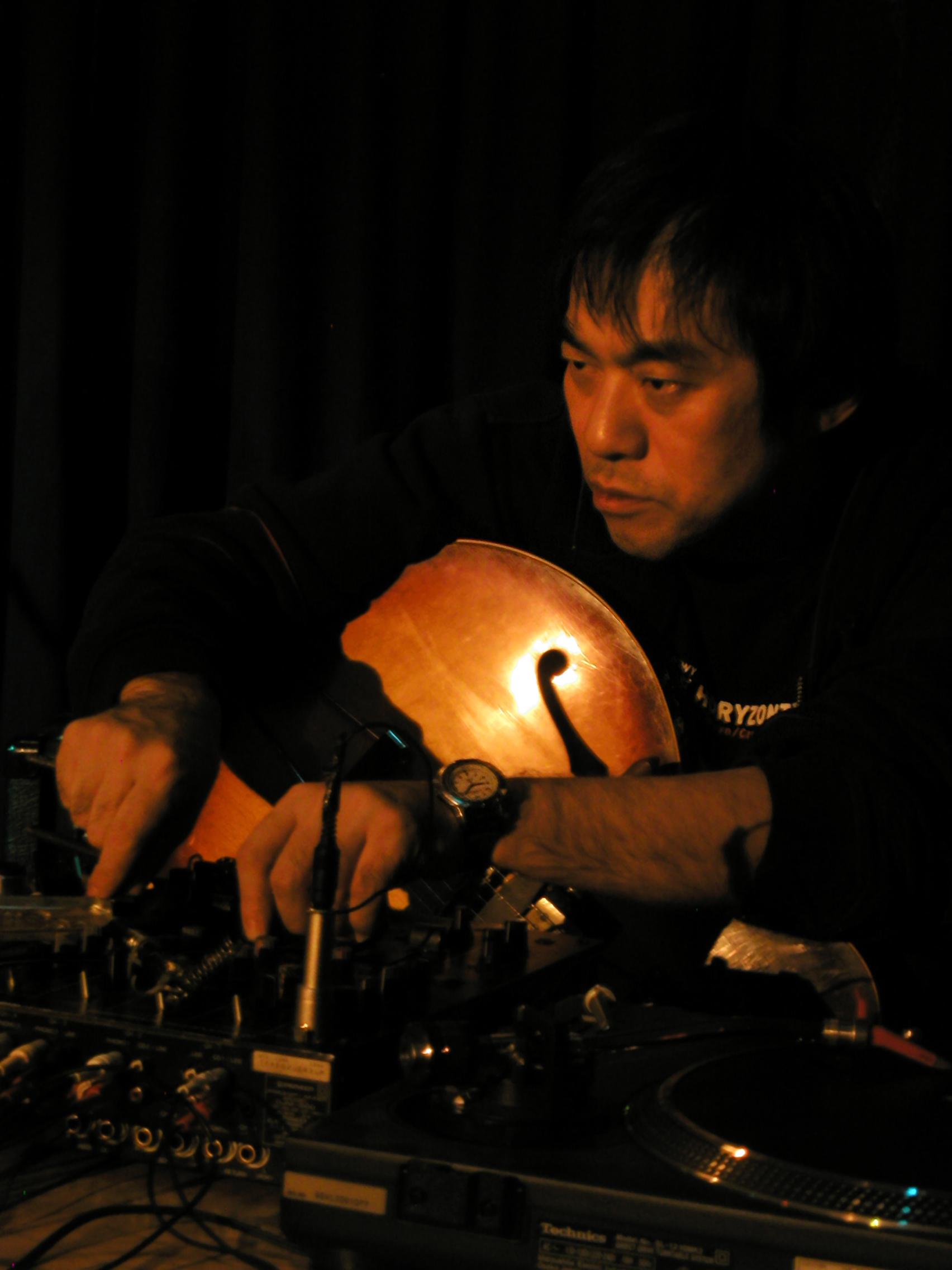
Yoshihide Otomo

Otomo Yoshihide (Japans: 大友良英, Otomo Yoshihide) (Yokohama, 1 augustus 1959) is een toonaangevende Japanse experimentele muzikant, turntablist en gitarist. Hij stond mede aan de basis voor de ontwikkeling van de onkyostijl.

## Het begin
In zijn tienerjaren woonde hij in Fukushima. Geïnspireerd door zijn vader, die ingenieur was, hield hij zich bezig met het ineenknutselen van apparaten zoals een radio en een elektronische oscillator. Een van zijn hobby's was ook het maken van geluidscollage met een bandrecorder. Later vormde hij een rockbandje waarbij hij gitaar speelde. Maar al snel groeide zijn interesse voor free jazz en luisterde hij naar onder andere Ornette Coleman, Eric Dolphy, Derek Bailey en verschillende Japanse free jazz artiesten. Hij besluit zelf ook free jazz te spelen en was voornamelijk beïnvloed door de altsaxofonist Kaoru Abe en de gitarist Masayuki Takayanagi.
Vanaf 1979 studeerde Otomo aan de universiteit van Tokio, maar bleef jazz en punk rock spelen. Tijdens zijn derde en vierde jaar aan de universiteit volgde hij een cursus etnomusicologie. Zijn interesse was vooral gegrepen door Japanse popmuziek gedurende de Tweede Wereldoorlog en de evolutie van Chinese muziekinstrumenten tijdens de Culturele Revolutie. In 1981 begon hij op een professionele basis improvisatie te spelen in de club Goodman te Tokyo. Hij speelde hierbij gitaar, maar maakte ook gebruik van tapes, radio's, ...

## Ground Zero
In 1987 nam Otomo's carrière als live-performer een vaart. Tot 1990 speelde hij vaak duoconcerten met Junji Hirose, trad op met Kan Mikami en speelde in de groepen No Problem en ORT. In 1990 richtte hij dan de groep Ground Zero op. Deze bleef zijn hoofdproject tot het in 1998 ontbonden werd. Ground Zero had een steeds wisselende bezetting en speelde verschillende stijlen, maar ze worden meestal aangeduid als een noise rock band. Een aanrader is hun album Consume Red uit 1997 waarop ze een uurlang improviseren rond een kort fragmentje van de Koreaanse muzikant Kim Seok Chul.
In april 1991 trad Ground Zero op in Hongkong. Dit was Otomo's eerste optreden buiten Japan. In december van datzelfde jaar trad Otomo op in Berlijn. Sindsdien treedt hij regelmatig in het buitenland op.
Naast Ground Zero heeft hij ook verschillende andere groepen opgericht, onder andere: Double Unit Orchestra, Celluloid Machine Gun en Mosquito Paper. Een van zijn grote projecten uit de jaren 90 was the Sampling Virus Project waarbij verschillende artiesten muziekstukken aan elkaar doorgaven.

## Filament en I.S.O.
Nadat Ground Zero ontbonden was, onderging Otomo's muziek verregaande veranderingen. Dit is vooral goed te merken in de projecten Filament (een duo met Sachiko M) en I.S.O. (een trio met Yoshimitsu Ichiraku en Sachiko M). De muziek concentreert zich hier voornamelijk op simpliciteit, minimalisme en textuur. Dit vormt een grote tegenstelling met zijn vroegere werk dat barstte van de samples.

## Otomo Yoshihide's New Jazz Ensemble
In 1999 richtte Otomo een quintet op samen met Naruyoshi Kikuchi, Kenta Tsugami, Hiroaki Mizutani en Yasuhiro Yoshigaki (4 toonaangevende muzikanten in de Japanse jazzscene). Dit betekende voor hem een terugkeer naar een van zijn muzikale roots. Otomo Yoshihide's New Jazz Ensemble heeft verschillende bezettingen gehad, waarbij het schommelde tussen een quintet, een septet en een groot ensemble. Leden zijn onder andere Naruyoshi Kikuchi, Kenta Tsugami, Hiroaki Mizutani, Yasuhiro Yoshigaki, Alfred Harth, Kumiko Takara, Sachiko M, Ko Ishikawa, Taisei Aoki, Matts Gustafsson, Axel Dörner, Cor Fuhler, Phew, Jun Togawa en Kahimi Karie.

## EAI
Yoshihide is ook actief in de zogenaamde EAI-beweging en speelde hier onder andere samen met Keith Rowe en tal van bovengenoemde muzikanten. Hij bracht albums uit op het EAI-label Erstwhile Records.
- Bibsys: 11057057
- Bibliothèque nationale de France: cb14031478m (data)
- CiNii: DA16379921
- Gemeinsame Normdatei: 1014999030
- International Standard Name Identifier: 0000 0000 8133 3421
- Library of Congress Control Number: no00064516
- MusicBrainz: faf66a9d-12a6-414b-8f26-35ec04bd23d5
- Bibliotheek van het Japanse parlement: 01132772
- Nationale Bibliotheek van Tsjechië: mub20241213867
- Nationale Bibliotheek van Israël: 987007320262505171
- Nederlandse Thesaurus van Auteursnamen: 397745303
- RKD-Nederlands Instituut voor Kunstgeschiedenis: 474747
- Système universitaire de documentation: 086926381
- Union List of Artist Names: 500717289
- Virtual International Authority File: 38145970328432252532